# El senyor de les bèsties
El senyor de les bèsties (títol original: The Beastmaster) és una pel·lícula estatunidenca dirigida per Don Coscarelli, estrenada l'any 1982. Ha estat doblada al català.

## Argument
Dar, fill del rei destinat a destruir el tirà de les forces del mal des que la seva profecia, el va marcar en néixer abans d'estar sacrificat, però salvat per un home que el porta al seu petit poble i l'educa com el seu fill. D'adult, el seu petit poble així com la seva família adoptiva són destruïts per l'exèrcit del tirà. Únic sobrevivent, marxa a l'aventura amb l'objectiu de venjar-se, esdevé un combatent que en el seu camí trobarà aliats, entre els quals animals (fures, àguila, pantera) amb els que comunica gràcies al seu don, la telepatia.

## Repartiment
- Marc Singer: Dar
- Tanya Roberts: Kiri
- Rip Torn: Maax
- John Amos: Seth
- Joshua Milrad: Tal
- Ralph Strait: Sacco
- Billy Jayne: Jove Dar

## Rebuda
La pel·lícula ha conegut un èxit comercial moderat, informant aproximadament 14.056.000 de dòlars al box-office a Amèrica del Nord per un pressupost de 8 milions.
Va tenir una rebuda de la crítica més aviat desfavorable, recollint un 42% de crítiques positives, amb una nota mitjana de 5/10 i sobre la base de 12 crítics, en el lloc Rotten Tomatoes.

## Al voltant de la pel·lícula
- Es rodarien dues continuacions: Beastmaster 2: Through the Portal of Time l'any 1991 dirigida per Sylvio Tabet i  Beastmaster: The Eye of Braxus l'any 1996 per Gabrielle Beaumont.